# Sidra (Fluss)
Die Sidra ist ein linker Zufluss der Biebrza in Polen.

## Geografie
Der 37 km lange Fluss entspringt auf einer Höhe von rund 170 m in der Umgebung des Dorfs Starowlany (Gmina Kuźnica (Powiat Sokólski)) in der Woiwodschaft Podlachien, fließt in etwa parallel zur Grenze zu Belarus in nördlicher Richtung durch die Gmina Sidra und weiter in einigem Abstand östlich an der Stadt Dąbrowa Białostocka vorbei und mündet bei dem Dorf Rogożynek (Stadt Lipsk) im Nationalpark Biebrza in den Oberlauf der Biebrza.